# Astana
Astana (tiếng Kazakh: Астана [astaˈna] ⓘ) hoặc là tên cũ Nursultan hay Nur-Sultan (tiếng Kazakh: Нұр-Сұлтан) sử dụng từ tháng 3 năm 2019 đến tháng 9 năm 2022, là thủ đô của Kazakhstan. Thành phố tọa lạc bên bờ sông Ishim ở mạn bắc của Kazakhstan, trong vùng Akmola, dù về mặt hành chính nó được quản lý riêng biệt với địa vị đặc biệt. Ước tính chính thức năm 2017 đã báo cáo dân số của thành phố là 1.029.556 người, khiến nó trở thành thành phố lớn thứ hai ở Kazakhstan, sau Almaty, thủ đô Kazakhstan từ năm 1991 đến 1997.
Được hành lập năm 1830 như một điểm dân cư tên Akmoly (tiếng Kazakh: Ақмолы, chuyển tự Aqmolı)/Akmolinsky prikaz (tiếng Nga: Акмолинский приказ), nó đóng vai trò là một phòng tuyến của người Cossack Xibia. Năm 1832, điểm dân cư này được nâng lên cấp thị trấn và được đổi tên thành Akmolinsk (tiếng Nga: Акмолинск). Ngày 20 tháng 3 năm 1961, nó lại được đổi tên thành Tselinograd (tiếng Nga: Целиноград) để đánh dấu bước tiến của thành phố như một trung tâm văn hóa và hành chính trong chiến dịch Osvoyeniye tseliny. Năm 1992, tên Akmola (tiếng Kazakh: Ақмола), được áp dụng. Ngày 10 tháng 12 năm 1997 Akmola thay Almaty làm thủ đô Kazakhstan. Rồi, cái tên Astana được sử dụng từ ngày 6 tháng 5 năm 1998. Ngày 20 tháng 3 năm 2019, thủ đô của Kazakhstan được đổi tên từ Astana thành Nur-Sultan theo tên của Tổng thống Nursultan Nazarbayev vừa tuyên bố từ chức.
Astana hiện đại là một thành phố được quy hoạch, như Brasília của Brasil, Canberra của Úc, Huambo của Angola, Milton Keynes của Anh và Washington, D.C. của Hoa Kỳ. Sau khi trở thành thủ đô, Nursultan thay đổi nhanh chóng. Kiến trúc sư người Nhật Kisho Kurokawa là người lên kế hoạch xây dựng thành phố. Với vai trò trụ sở của chính phủ Kazakhstan, Nursultan là nơi có tòa nhà quốc hội, tòa án tối cao, dinh tổng thống Ak Orda và nhiều cơ quan chính phủ khác. Đây còn là nơi có nhiều trung tâm thương mại, khách sạn và tòa nhà chọc trời hiện đại. Astana cũng có hệ thống y tế, thể thao và giáo dục đa dạng.

## Từ nguyên
Được thành lập vào năm 1830 như là một khu định cư của Akmoly hoặc Akmolinsky Prikaz (tiếng Nga: Акмолинский приказ), nó phục vụ như một pháo đài phòng thủ cho Cossack ở Siberia. Vào năm 1832, khu định cư đã được nâng cấp thành thị trấn và được đổi tên thành Akmolinsk (tiếng Nga: Акмолинск). Vào ngày 20 tháng 3 năm 1961, thành phố được đổi tên thành Tselinograd (tiếng Nga: Целиноград, có nghĩa là "Thành phố tselina") để đánh dấu sự phát triển của thành phố là một trung tâm văn hóa và hành chính của Chiến dịch Virgin Lands. Năm 1992, nó được đổi tên thành Akmola, tên gốc được sửa đổi có nghĩa là "mộ trắng". Vào ngày 10 tháng 12 năm 1997, Akmola đã thay thế Almaty trở thành thủ đô của Kazakhstan. Vào ngày 6 tháng 5 năm 1998, nó được đổi tên thành Astana, có nghĩa là "thành phố thủ đô" trong tiếng Kazakh. Vào ngày 20 tháng 3 năm 2019, thủ đô một lần nữa được đổi tên từ Astana thành Nur-Sultan để vinh danh Tổng thống Kazakhstan cầm quyền lâu đời Nursultan Nazarbayev.
Tháng 9 năm 2022, tổng thống Kazakhstan đổi tên thủ đô lại thành tên cũ là Astana, chỉ sau 3 năm.

## Lịch sử

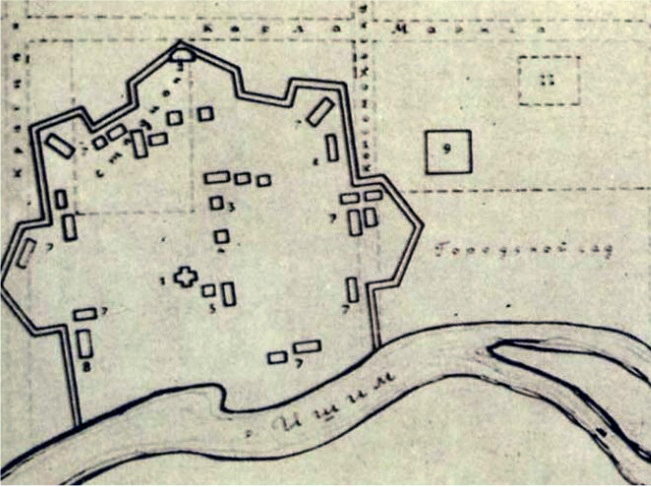
Bản đồ pháo đài Akmolinsk

### Thời kì thuộc đế quốc Nga (1830-1918)
Khu định cư của Akmoly, còn được gọi là Akmolinsky Prikaz, được thành lập trên sông Ishim vào năm 1830 với tư cách là một okrug bởi một đơn vị của Cossack vùng Siberia do Fyodor Shubin đứng đầu. Cái tên này có thể được đặt theo tên một địa phương có tên là Akmola có nghĩa đen là "một ngôi mộ trắng" trong tiếng Kazakh, mặc dù lý thuyết này không được chấp nhận rộng rãi. Năm 1832, khu định cư phát triển thành thị trấn và được đặt tên là Akmolinsk. Vị trí khá thuận lợi của thị trấn đã rõ ràng vào đầu năm 1863 trong một bản tóm tắt từ Từ điển địa lý và thống kê của Đế quốc Nga. Nó mô tả cách các con đường ngoằn ngoèo kết nối trung tâm địa lý này với Kargaly ở phía Đông, pháo đài Aktau ở phía Nam và qua Atbasar đến Kokshetau ở phía Tây. Năm 1838, ở đỉnh cao của phong trào toàn quốc dân tộc và giải phóng vĩ đại do khả hãn Kenesary đứng đầu, pháo đài Akmolinsk đã bị đốt cháy. Sau sự đàn áp phong trào giải phóng của Nga, pháo đài được xây dựng lại. Vào ngày 16 tháng 7 năm 1863, Akmolinsk chính thức được tuyên bố là một thị trấn uyezd. Trong quá trình phát triển nhanh chóng của thị trường tư bản Nga, các khu vực Saryarka khổng lồ đã bị chính quyền thuộc địa khai thác tích cực. Dự thảo quy định quản lý thảo nguyên Kazakh, Chính phủ của Đế quốc Nga đã thành lập Ủy ban thảo nguyên vào năm 1865. Vào ngày 21 tháng 10 năm 1868, Sa hoàng Aleksandr II của Nga đã ký một dự thảo Quy định về quản lý các nghĩa vụ Turgay, Ural, Akmolinsk và Semipalatinsk. Năm 1869, quận và bộ phận bên ngoài của Akmolinsk đã bị hủy bỏ và Akmolinsk trở thành trung tâm của Akmolinsk Oblast mới thành lập. Năm 1879, Thiếu tướng Dubelt đề xuất xây dựng tuyến đường sắt giữa Tyumen và Akmolinsk cho Bộ Truyền thông Nga. Trong 30 năm đầu tiên tồn tại, dân số Akmola có số lượng hơn 2.000 người. Tuy nhiên, trong 30 năm tiếp theo, dân số thành phố đã tăng gấp ba lần theo các khu định cư và khu định cư của Akmolinsk Oblast. Năm 1893, Akmolinsk là một uyezd với dân số khá đông đúc (6.428), 3 nhà thờ, 5 trường học và cao đẳng và 3 nhà máy.

### Thời đại Xô Viết (1918-1991)
Trong chiến tranh thế giới thứ hai, Akmolinsk phục vụ như một tuyến đường vận chuyển các công cụ và thiết bị kỹ thuật từ các nhà máy sơ tán từ Ukraina Xô viết, Byelorussia Xô Viết và Nga Xô viết nằm trong oblast thuộc Kazakhstan Xô viết. Các ngành công nghiệp địa phương được chỉ định để đáp ứng nhu cầu chiến tranh, hỗ trợ đất nước cung cấp cho trận chiến và mặt trận gia đình tất cả các vật liệu cần thiết. Trong những năm sau chiến tranh, Akmolinsk trở thành ngọn hải đăng của sự hồi sinh kinh tế ở phía tây Liên Xô vốn đã bị hủy hoại bởi chiến tranh. Ngoài ra, nhiều người Đức gốc Nga đã được tái định cư tại đây sau khi bị trục xuất dưới sự cai trị của Joseph Stalin.
Năm 1954, các khu vực phía Bắc Kazakhstan Xô viết trở thành lãnh thổ của Chiến dịch Virgin Lands do Nikita Khrushchev lãnh đạo, nhằm biến khu vực này thành nhà sản xuất ngũ cốc thứ hai cho Liên Xô. Vào tháng 12 năm 1960, Ủy ban Trung ương đã thực hiện một nghị quyết để tạo ra Tselinniy Krai, bao gồm năm khu vực của các khu vực phía Bắc Kazakhstan Xô viết. Akmolinsk Oblast đã không còn tồn tại như một thực thể hành chính riêng biệt. Các quận của nó trực thuộc chính quyền krai mới và Akmolinsk trở thành thủ đô của krai, đồng thời là trụ sở hành chính của khu vực kinh tế Virgin Lands mới. Vào ngày 14 tháng 3 năm 1961, Khrushchev đề nghị đổi tên thành phố thành tên tương ứng với vai trò của nó trong Chiến dịch Virgin Lands. Vào ngày 20 tháng 3 năm 1961, Xô Viết tối cao của Kazakhstan Xô viết đã đổi tên Akmolinsk thành Tselinograd. Vào ngày 24 tháng 4 năm 1961, khu vực được tái lập thành Tselinograd Oblast. Vào những năm 1960, Tselinograd đã hoàn toàn thay đổi diện mạo. Năm 1963, việc xây dựng ba khu nhà ở cao tầng mới đầu tiên bắt đầu. Ngoài ra, thành phố đã xuất hiện được một số tòa nhà công cộng hoành tráng mới, bao gồm Cung điện Virgin Lands, Cung điện Thanh niên, Nhà của Liên Xô, một sân bay mới và một số địa điểm thể thao. Năm 1971, Tselinniy Krai bị bãi bỏ và Tselinograd trở thành trung tâm của oblast.

### Thời kì đương đại (1991-nay)
Sau khi Liên Xô tan rã và Kazakhstan chính thức độc lập, hình thức ban đầu của thành phố đã được khôi phục dưới cái tên Akmola. Vào ngày 6 tháng 7 năm 1994, Hội đồng Tối cao Kazakhstan đã thông qua sắc lệnh "Về việc chuyển nhượng thủ đô của Kazakhstan". Sau khi thủ đô của Kazakhstan được chuyển đến Akmola vào ngày 10 tháng 12 năm 1997, thành phố này đã được đổi tên thành Astana vào năm 1998. Vào ngày 10 tháng 6 năm 1998, Astana được giới thiệu là thủ đô quốc tế. Vào ngày 16 tháng 7 năm 1999, Astana đã được UNESCO trao tặng huân chương và danh hiệu Thành phố Hòa bình. Vào ngày 19 tháng 3 năm 2019, tổng thống Nursultan Nazarbayev đã từ chức và vào ngày 23 tháng 3, thành phố được đổi tên thành Nur-Sultan. Để vinh danh ông là tổng thống đầu tiên Kazakhstan.

## Địa lí

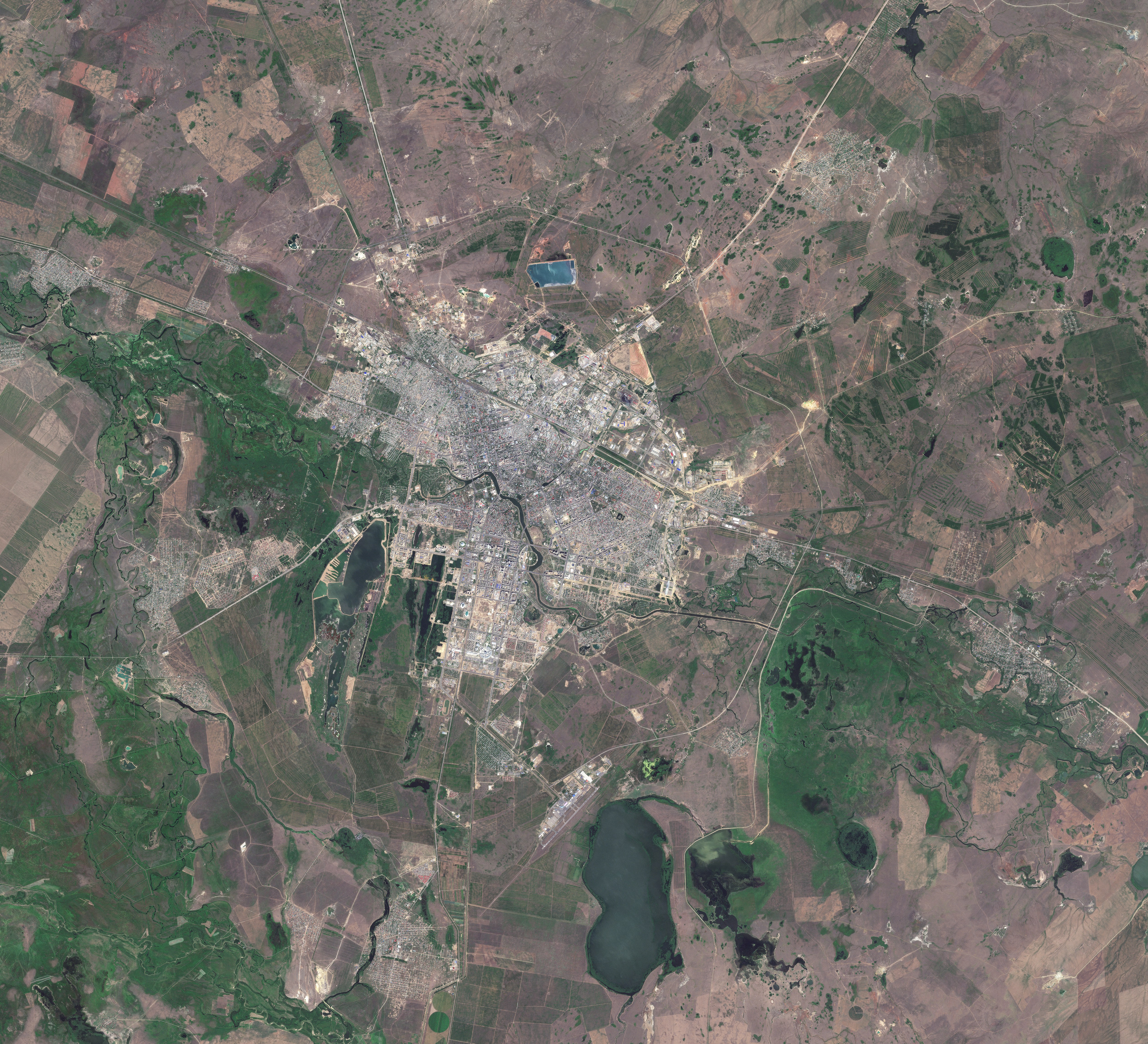
Hình ảnh vệ tinh của Astana và vùng phụ cận

### Địa hình
Astana nằm ở trung tâm Kazakhstan trên sông Ishim trong một vùng thảo nguyên rất khô cằn, nửa khô cằn, bao phủ hầu hết lãnh thổ của đất nước. Tọa độ của thành phố là ở 51°10 'vĩ độ Bắc và 71°26' kinh độ Đông. Thành phố bao gồm 722,0 km2 (278,8 dặm vuông). Độ cao của Astana là 347 mét (1.138 ft) trên mực nước biển. Astana nằm trong một cảnh quan thảo nguyên rộng rãi, trong khu vực chuyển tiếp giữa phía bắc Kazakhstan và trung tâm quốc gia, nơi có mật độ định cư cực kì thưa thớt, vì sông Ishim. Các quận cũ nằm ở phía bắc của dòng sông, trong khi các quận mới nằm ở phía nam của Ishim.

### Múi giờ
Múi giờ của Astana được sử dụng là 6 giờ sau UTC, hoặc UTC + 6:00. Mốc thời gian này cũng được sử dụng bởi hầu hết phần còn lại của Kazakhstan và cả Almaty.

### Khí hậu
Astana là thủ đô quốc gia lạnh thứ hai trên thế giới chỉ sau Ulaanbaatar, Mông Cổ, một vị trí trước đây do thủ đô Ottawa của Canada nắm giữ, cho đến khi Astana, đạt được tư cách thành phố thủ đô vào năm 1997. Astana có khí hậu lục địa khắc nghiệt với mùa hè ấm áp (có mưa rào thỉnh thoảng) và mùa đông dài, rất lạnh và khô. Nhiệt độ mùa hè thỉnh thoảng đạt +35 °C (95 °F) trong khi nhiệt độ từ −30 đến −35 °C (−22 đến −31 °F) không phải là bất thường vào giữa tháng 12 và đầu tháng ba. Thông thường, dòng sông của thành phố bị đóng băng trong khoảng từ tuần thứ hai của tháng 11 đến đầu tháng tư. Astana có một danh tiếng rất xứng đáng với người Kazakh vì gió lớn thường xuyên, những tác động của nó được cảm nhận đặc biệt mạnh mẽ đối với khu vực bờ bên trái con sông đang phát triển nhanh nhưng tương đối lộ liễu của thành phố.
Nhìn chung, Astana có khí hậu lục địa ẩm (phân loại khí hậu Köppen Dfb). Nhiệt độ trung bình hàng năm ở Astana là +3,5 °C (38,3 °F). Tháng 1 là tháng lạnh nhất với nhiệt độ trung bình −14,2 °C (6,4 °F) và thấp nhất là vào tháng 1 năm 1893, đợt lạnh lúc đó khiến nhiệt độ xuống tới −51,6 °C (−60,9 °F). Tháng 7 là tháng nóng nhất với nhiệt độ trung bình +20,7 °C (69,3 °F).
| Dữ liệu khí hậu của Nur-Sultan          | Dữ liệu khí hậu của Nur-Sultan | Dữ liệu khí hậu của Nur-Sultan | Dữ liệu khí hậu của Nur-Sultan | Dữ liệu khí hậu của Nur-Sultan | Dữ liệu khí hậu của Nur-Sultan | Dữ liệu khí hậu của Nur-Sultan | Dữ liệu khí hậu của Nur-Sultan | Dữ liệu khí hậu của Nur-Sultan | Dữ liệu khí hậu của Nur-Sultan | Dữ liệu khí hậu của Nur-Sultan | Dữ liệu khí hậu của Nur-Sultan | Dữ liệu khí hậu của Nur-Sultan | Dữ liệu khí hậu của Nur-Sultan |
| Tháng                                   | 1                              | 2                              | 3                              | 4                              | 5                              | 6                              | 7                              | 8                              | 9                              | 10                             | 11                             | 12                             | Năm                            |
| --------------------------------------- | ------------------------------ | ------------------------------ | ------------------------------ | ------------------------------ | ------------------------------ | ------------------------------ | ------------------------------ | ------------------------------ | ------------------------------ | ------------------------------ | ------------------------------ | ------------------------------ | ------------------------------ |
| Cao kỉ lục °C (°F)                      | 3.4 (38.1)                     | 4.8 (40.6)                     | 22.1 (71.8)                    | 29.7 (85.5)                    | 35.7 (96.3)                    | 40.1 (104.2)                   | 41.6 (106.9)                   | 38.7 (101.7)                   | 36.2 (97.2)                    | 26.7 (80.1)                    | 18.5 (65.3)                    | 4.5 (40.1)                     | 41.6 (106.9)                   |
| Trung bình ngày tối đa °C (°F)          | −9.9 (14.2)                    | −9.2 (15.4)                    | −2.5 (27.5)                    | 10.9 (51.6)                    | 20.2 (68.4)                    | 25.8 (78.4)                    | 26.8 (80.2)                    | 25.2 (77.4)                    | 18.8 (65.8)                    | 10.0 (50.0)                    | −1.4 (29.5)                    | −8.0 (17.6)                    | 8.9 (48.0)                     |
| Trung bình ngày °C (°F)                 | −14.2 (6.4)                    | −14.1 (6.6)                    | −7.1 (19.2)                    | 5.2 (41.4)                     | 13.9 (57.0)                    | 19.5 (67.1)                    | 20.8 (69.4)                    | 18.8 (65.8)                    | 12.3 (54.1)                    | 4.6 (40.3)                     | −5.4 (22.3)                    | −12.1 (10.2)                   | 3.5 (38.3)                     |
| Tối thiểu trung bình ngày °C (°F)       | −18.3 (−0.9)                   | −18.5 (−1.3)                   | −11.5 (11.3)                   | 0.2 (32.4)                     | 7.9 (46.2)                     | 13.2 (55.8)                    | 15.0 (59.0)                    | 12.8 (55.0)                    | 6.6 (43.9)                     | 0.2 (32.4)                     | −8.9 (16.0)                    | −16.1 (3.0)                    | −1.5 (29.3)                    |
| Thấp kỉ lục °C (°F)                     | −51.6 (−60.9)                  | −48.9 (−56.0)                  | −38.0 (−36.4)                  | −27.7 (−17.9)                  | −10.8 (12.6)                   | −1.5 (29.3)                    | 2.3 (36.1)                     | −2.2 (28.0)                    | −8.2 (17.2)                    | −25.3 (−13.5)                  | −39.2 (−38.6)                  | −43.5 (−46.3)                  | −51.6 (−60.9)                  |
| Lượng Giáng thủy trung bình mm (inches) | 16 (0.6)                       | 15 (0.6)                       | 18 (0.7)                       | 21 (0.8)                       | 35 (1.4)                       | 37 (1.5)                       | 50 (2.0)                       | 29 (1.1)                       | 22 (0.9)                       | 27 (1.1)                       | 28 (1.1)                       | 22 (0.9)                       | 320 (12.6)                     |
| Số ngày mưa trung bình                  | 2                              | 2                              | 5                              | 9                              | 15                             | 13                             | 15                             | 13                             | 12                             | 10                             | 7                              | 3                              | 106                            |
| Số ngày tuyết rơi trung bình            | 25                             | 23                             | 19                             | 6                              | 1                              | 0.1                            | 0                              | 0                              | 1                              | 7                              | 18                             | 24                             | 124                            |
| Độ ẩm tương đối trung bình (%)          | 78                             | 77                             | 79                             | 64                             | 54                             | 53                             | 59                             | 57                             | 59                             | 68                             | 80                             | 79                             | 67                             |
| Số giờ nắng trung bình tháng            | 103                            | 147                            | 192                            | 238                            | 301                            | 336                            | 336                            | 294                            | 230                            | 136                            | 100                            | 94                             | 2.507                          |
| Nguồn 1: Pogoda.ru.net                  |                                |                                |                                |                                |                                |                                |                                |                                |                                |                                |                                |                                |                                |
| Nguồn 2: NOAA (sun, 1961–1990)          |                                |                                |                                |                                |                                |                                |                                |                                |                                |                                |                                |                                |                                |

## Nhân khẩu

### Dân số
Tính đến tháng 9 năm 2017, dân số Astana là 1.029.556; gấp đôi dân số năm 2002 là 493.000.
Thành phần dân tộc của dân số thành phố theo thống kê vào ngày 4 tháng 9 năm 2014 là:
- người Kazakh: 65,2%
- người Nga: 23,8%
- người Ukraina: 2,9%
- người Tatar: 1,7%
- người Đức: 1,5%
- Khác: 4,9%

Nhiều ý kiến cho rằng nỗ lực thu hút người dân tộc Kazakh về phía bắc là nhân tố chính trong việc dịch chuyển thủ đô, nơi đã chính thức bị thiếu không gian để mở rộng ở thủ đô Almaty cũ và vị trí của nó trong khu vực động đất. Astana cũng sẽ "gần trung tâm công nghiệp của Kazakhstan" hơn Almaty.
Năm 1989, Tselinograd có dân số 281.000 người. Sự pha trộn dân tộc là khoảng 17,7% người Kazakh, 54,1% người Nga và 28,2% các nhóm dân tộc khác.
Đến năm 2007, dân số Astana đã tăng hơn gấp đôi kể từ khi trở thành thủ đô, lên tới hơn 600.000 người và chạm mốc 1 triệu người vào năm 2017. Công nhân nhập cư Hồi giáo pháp lý và bất hợp pháp đã bị thu hút từ khắp Kazakhstan và các quốc gia lân cận như Uzbekistan và Kyrgyzstan, và Astana là một nam châm cho các chuyên gia trẻ đang tìm cách xây dựng sự nghiệp. Điều này đã thay đổi nhân khẩu học của thành phố, đưa nhiều người dân tộc Kazakh đến một thành phố trước đây có đa số người Slav.

### Tôn giáo
Hồi giáo là tôn giáo chiếm ưu thế của thành phố. Các tôn giáo khác được thực hành ở Astana là Kitô giáo (chủ yếu là Giáo hội Chính thống giáo Nga, Giáo hội Công giáo Rôma và Tin lành), Do Thái giáo và Phật giáo.
Cung điện Hòa bình và Hòa giải được xây dựng đặc biệt vào năm 2006 để tổ chức Đại hội Lãnh đạo các Tôn giáo Truyền thống Thế giới. Nó chứa chỗ ở cho các tôn giáo khác nhau: Do Thái giáo, Hồi giáo, Kitô giáo, Phật giáo, Ấn Độ giáo, Đạo giáo và các tín ngưỡng khác.

### Vùng đô thị
Vùng đô thị của Astana bao gồm các quận Arshaly, Shortandy, Tselinograd và (một phần) Akkol của Vùng Akmola. Khu vực này chứa 1,2 triệu người.

## Kinh tế

Trụ sở chính của KazMunayGas

Nền kinh tế của Astana dựa trên thương mại, sản xuất công nghiệp, giao thông, truyền thông và xây dựng. Sản xuất công nghiệp của thành phố chủ yếu tập trung vào sản xuất vật liệu xây dựng, thực phẩm và cơ khí.
Trung tâm tài chính quốc tế Astana (AIFC) đã khai trương vào tháng 7 năm 2018 để trở thành trung tâm dịch vụ tài chính ở Trung Á.
Astana là trụ sở của các tập đoàn nhà nước như Samruk-Kazyna, Kazakhstan Temir Zholy, KazMunayGas, KazTransOil, Kazatomprom, KEGOC, Kazpost và Kazakhstantelecom.
Sự dịch chuyển của thủ đô đã mang lại cho nó một sự thúc đẩy mạnh mẽ cho sự phát triển kinh tế của Astana. Tốc độ tăng trưởng kinh tế cao của thành phố đã thu hút nhiều nhà đầu tư. Trong 16 năm kể từ khi Astana trở thành thủ đô, khối lượng đầu tư đã tăng gần 30 lần, tổng sản phẩm khu vực đã tăng 90 lần và sản lượng công nghiệp đã tăng 11 lần. Tổng sản phẩm khu vực của thành phố chiếm khoảng 8,5% tổng sản phẩm quốc nội của nước cộng hòa Trung Á này.
Đặc khu kinh tế Astana - New City được thành lập năm 2001 nhằm giúp phát triển công nghiệp và tăng sức hấp dẫn của thành phố đối với các nhà đầu tư. SEZ có kế hoạch ủy thác năm dự án trị giá 20 tỷ KZT (khoảng 108 triệu đô la) trong Khu công nghiệp số 1 năm 2015. Các dự án bao gồm xây dựng một nhà máy sản xuất động cơ diesel, tổ hợp thức ăn nhanh, kho lưu trữ tạm thời và trung tâm thương mại, nhà máy sản xuất đồ nội thất, và sản xuất máy móc thiết bị quân sự và kỹ thuật dân dụng. Trung tâm tài chính quốc tế Astana mới dự kiến ra mắt vào ngày 1 tháng 1 năm 2018.
Chính quyền của Astana đang thúc đẩy sự phát triển của các doanh nghiệp vừa và nhỏ thông qua sự hợp tác của Quỹ phúc lợi có chủ quyền Samruk-Kazyna và Phòng kinh tế quốc gia. Hỗ trợ được cung cấp bởi một chương trình tín dụng đặc biệt. Do đó, số lượng doanh nghiệp vừa và nhỏ tăng 13,7% lên hơn 96.000 so với năm trước kể từ ngày 1 tháng 7 năm 2015. Ngoài ra, số người làm việc trong các doanh nghiệp vừa và nhỏ tăng 17,8% lên hơn 234.000 người kể từ ngày 1 tháng 4 năm 2015.
Astana đã được đưa vào danh sách 21 cộng đồng thông minh hàng đầu thế giới, theo báo cáo do Diễn đàn Cộng đồng thông minh công bố vào tháng 10 năm 2016. Danh sách xếp hạng bao gồm các thành phố, khu vực và cộng đồng sử dụng các công cụ kỹ thuật số để xây dựng nền kinh tế địa phương và xã hội.
Năm 2018, Astana đã thu hút hơn ba nghìn tỷ tenge (7,91 tỷ USD) đầu tư trực tiếp nước ngoài, một con số kỷ lục cho thành phố. Sự tăng trưởng đã đạt được do một số lượng lớn các dự án xây dựng.

## Nền tảng ngoại giao
Astana đã trở thành một nền tảng cho các cuộc đàm phán ngoại giao cấp cao và hội nghị thượng đỉnh về các vấn đề toàn cầu quan trọng. Astana đã tổ chức nhiều vòng đàm phán giữa chế độ Bashar al-Assad và phe đối lập ở Syria. Hội nghị Bộ trưởng lần thứ 12 của Tổ chức Thương mại Thế giới (WTO) sẽ được tổ chức tại đây vào năm 2020. Bắt đầu từ năm 2003, Astana đã tổ chức Đại hội về Tôn giáo Truyền thống Thế giới, là nơi tập hợp đa dạng các nhà lãnh đạo tôn giáo để thảo luận về hòa hợp tôn giáo và chấm dứt khủng bố cực đoan.

## Cảnh quan thành phố

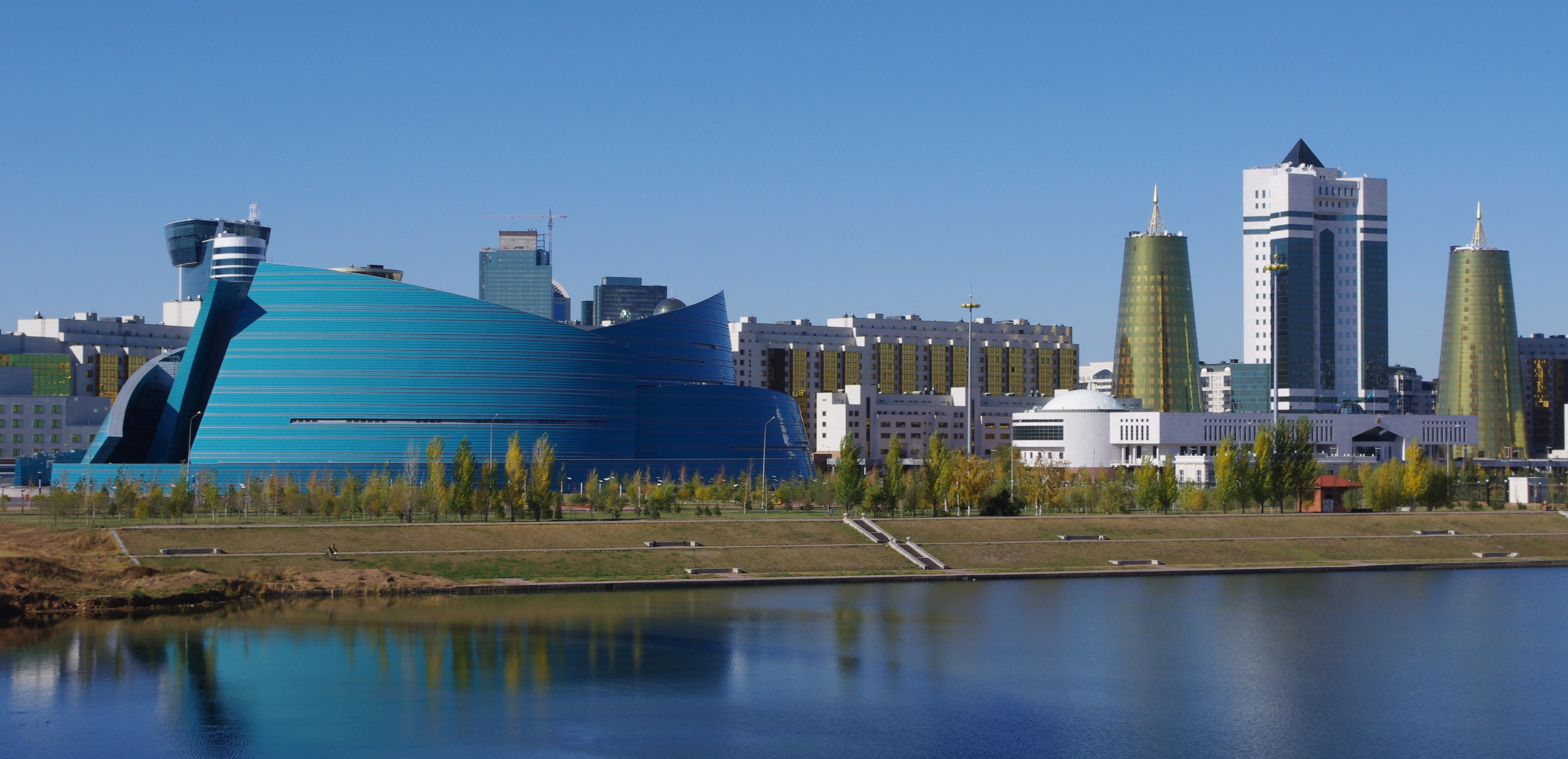
Phòng hòa nhạc quốc gia

Astana được chia thành ba quận. Quận Almaty được thành lập vào ngày 6 tháng 5 năm 1998 theo sắc lệnh của tổng thống. lãnh thổ của quận bao gồm diện tích 21.054 ha (52.030 acres; 81,29 dặm vuông) với dân số 375.938 người. Quận này có năm làng. Quận Yesil, còn được gọi là bờ ven sông bên trái của thành phố, được thành lập vào ngày 5 tháng 8 năm 2008 theo sắc lệnh của tổng thống. Lãnh thổ của quận bao gồm diện tích 31.179 ha (77.040 mẫu Anh, 120,38 dặm vuông) với dân số 119.929 người. Quận Saryarka được thành lập vào ngày 6 tháng 5 năm 1998 theo sắc lệnh của tổng thống. Lãnh thổ của quận bao gồm diện tích 19.202 ha (47.450 mẫu Anh, 74,14 dặm vuông) với dân số 339.286 người.
Vào tháng 4 năm 1998, Chính phủ Kazakhstan đã yêu cầu các kiến trúc sư và nhà quy hoạch đô thị nổi tiếng quốc tế tham gia vào một cuộc thi thiết kế cho thủ đô mới. Vào ngày 6 tháng 10 năm 1998, kiến trúc sư người Nhật Kurokawa Kisho đã được trao giải nhất. Đề xuất của Kurokawa nhằm bảo tồn và tái phát triển thành phố hiện có, và tạo ra một thành phố mới ở phía nam và phía đông của sông Ishim, tạo điều kiện cho sự cộng sinh của lịch sử và tương lai.
Phía bắc của tuyến đường sắt, đi qua Astana theo hướng đông tây, là khu dân cư công nghiệp và nghèo hơn. Giữa tuyến đường sắt và sông Ishim là trung tâm thành phố, nơi hiện đang diễn ra hoạt động xây dựng khốc liệt. Về phía tây và phía đông là các khu dân cư cao hơn với các công viên và khu vực mới của chính quyền ở phía nam của sông Ishim. Ở đây nhiều dự án xây dựng lớn đang được tiến hành; ví dụ, việc xây dựng một khu ngoại giao, và một loạt các tòa nhà chính phủ khác nhau. Đến năm 2030, các khu này sẽ được hoàn thành. Nhà lập kế hoạch hiện tại của Astana, Vladimir Laptev, muốn xây dựng Astana thành một Berlin theo phong cách Á-Âu. Ông đã tuyên bố rằng một thủ đô hành chính thuần túy như Canberra không phải là một trong những mục tiêu của ông.

## Thể thao

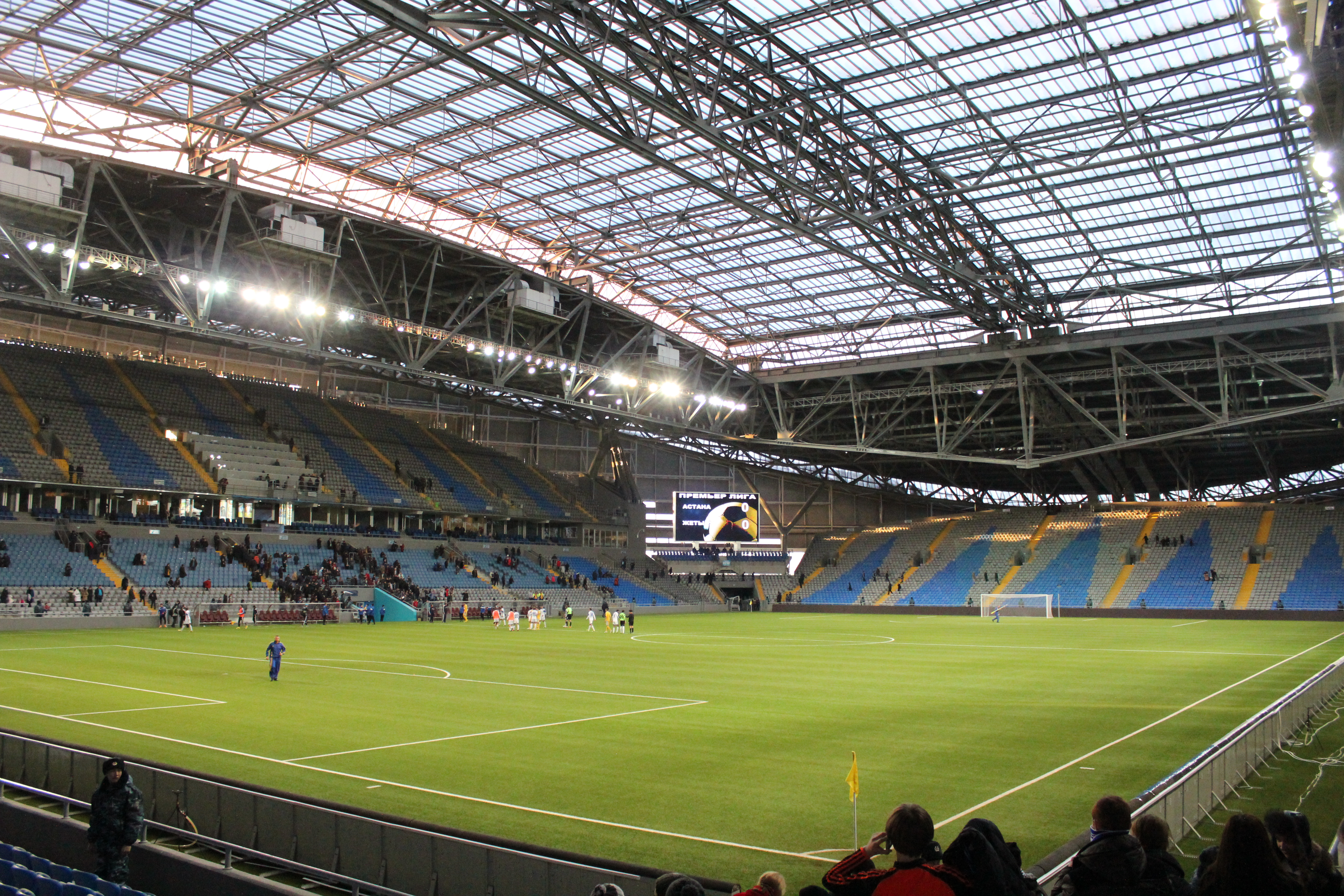
Astana Arena mở cửa năm 2009

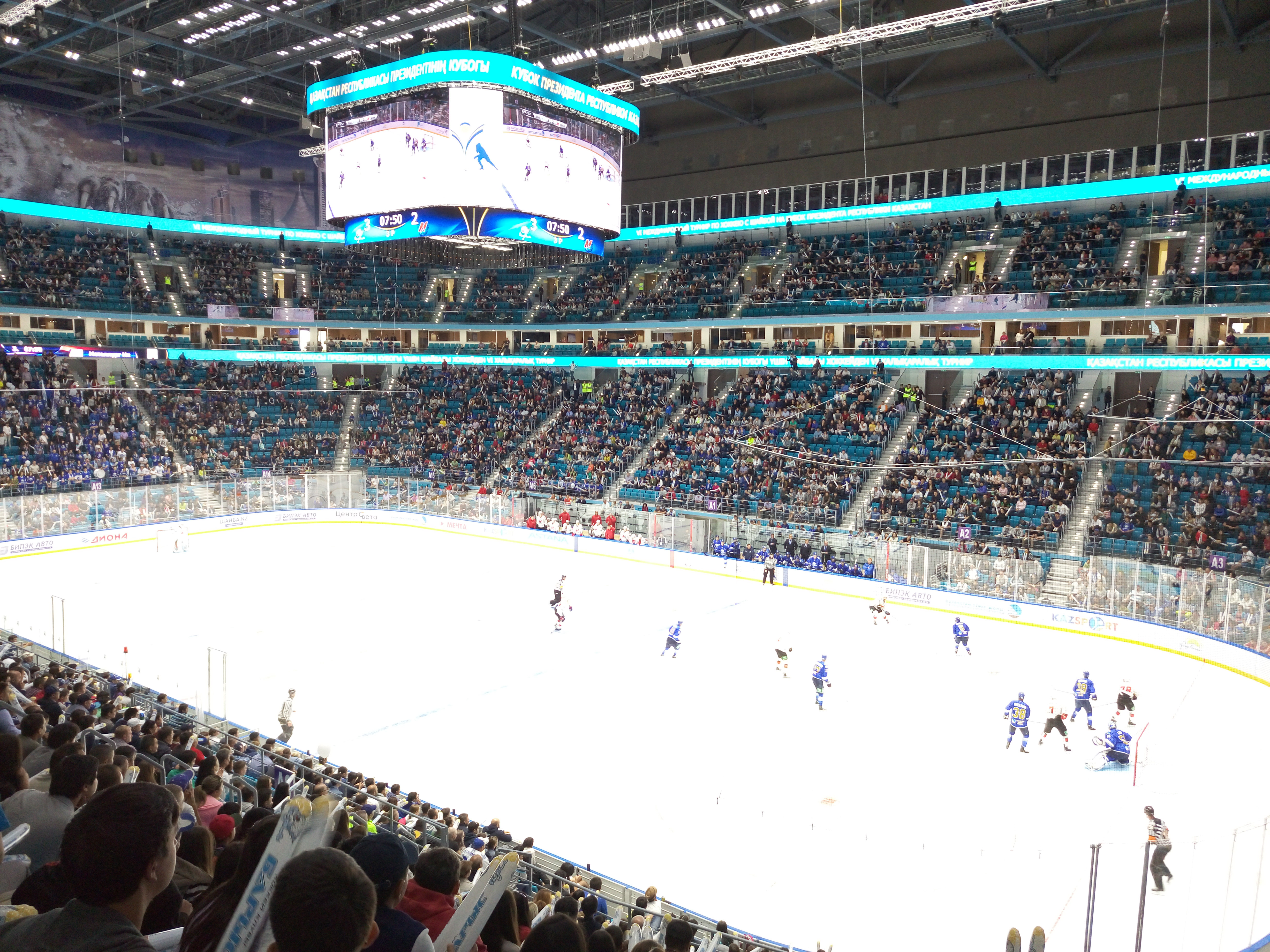
Barys Arena năm 2015

Thành phố có một loạt các đội thể thao. Đội bóng đá đáng chú ý nhất là FC Astana của giải bóng đá ngoại hạng Kazakhstan. Được thành lập vào năm 2009, FC Astana đã giành được bốn chức vô địch, ba Cup Kazakhstan và hai Siêu cúp Kazakhstan. Sân nhà của họ là Astana Arena, cũng là sân nhà của đội tuyển bóng đá quốc gia Kazakhstan và FC Bayterek. FC Bayterek là thành viên của Đội hạng nhất Kazakhstan. Họ được thành lập vào năm 2012, để phát triển bóng đá trẻ. FC Astana-1964 có trụ sở tại Sân vận động Kazhymukan Munaitpasov và chơi trong Liên đoàn bóng đá thành phố Astana. Những năm thành công nhất của câu lạc bộ là những năm 2000, khi họ giành được 3 chức vô địch.
Astana là nhà của một số đội khúc côn cầu trên băng chuyên nghiệp. Barys Astana, một thành viên sáng lập của Liên đoàn khúc côn cầu Kont contin năm 2008 và có trụ sở tại Đấu trường Barys. Nomad Astana và HC Astana chơi trong Giải vô địch khúc côn cầu Kazakhstan. Snezhnye Barsy của Junior Hockey League là một đội thiếu niên của Barys Astana. Astana hàng năm tổ chức giải đấu khúc côn cầu trên băng với giải Cúp Tổng thống Cộng hòa Kazakhstan.
Nhóm Astana Pro, được thành lập năm 2007, tham gia UCI World Tour. Đội là một trong những đội đua xe đạp thành công nhất trong những năm gần đây, chiến thắng một số tour đua xe đạp lớn. BC Astana của VTB United League và Kazakhstan Basketball League là đội bóng rổ chuyên nghiệp duy nhất ở Astana. Đây là đội bóng rổ thành công nhất ở Kazakhstan với ba danh hiệu Giải bóng rổ Kazakhstan và bốn Cup bóng rổ Kazakhstan. Đấu trường quê nhà của nó là Saryarka Velodrome, chủ yếu được sử dụng cho các sự kiện đua xe đạp. [67] Saryarka Velodrome đã tổ chức sân khấu UCI Track Cycling World Cup vào năm 2011. Câu lạc bộ thể thao tổng thống Astana được thành lập vào năm 2012, để kết hợp các đội thể thao chính ở Astana. Tổ chức này được hỗ trợ bởi Quỹ chủ quyền giàu có Samruk-Kazyna. Á vận hội mùa đông 2011 đã được tổ chức một phần tại thủ đô. Cung điện băng Alau, đã tổ chức Giải vô địch trượt băng tốc độ Sprint thế giới năm 2015. Giải quần vợt Cúp Tổng thống được tổ chức hàng năm tại Trung tâm Quần vợt Quốc gia Daulet.

## Giáo dục

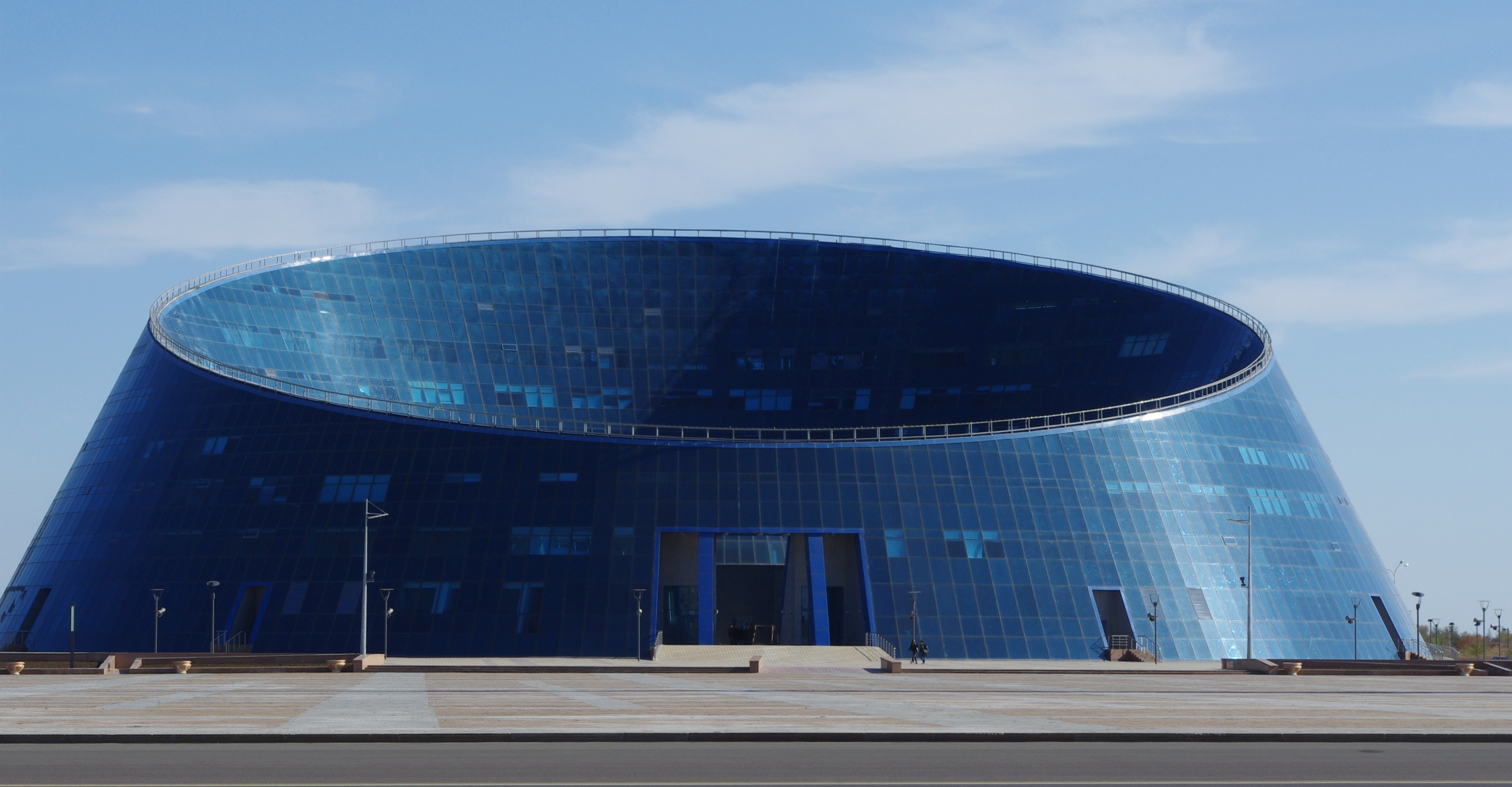
Đại học Nghệ thuật Quốc gia Kazakhstan

Astana có nhiều trường đại học và cao đẳng. tính đến năm học 2013/2014, Astana đã có tổng số tuyển sinh là 53.561 sinh viên trong 14 cơ sở giáo dục đại học, tăng 10% so với năm trước. Đại học quốc gia L.N.Gumilyov Eurasian là trường đại học lớn nhất ở Astana với 16.558 sinh viên và 1.678 nhân viên học tập. Nó được thành lập như là kết quả của việc sáp nhập Viện Kỹ thuật Xây dựng Akmola và Học viện Sư phạm Akmola vào ngày 23 tháng 5 năm 1996. Trường đại học lâu đời nhất ở Astana là Đại học Kỹ thuật Nông nghiệp S.Seifullin Kazakhstan được thành lập vào năm 1957. Đại học Nazarbayev là một trường đại học nghiên cứu tự trị được thành lập năm 2010 hợp tác với một số trường đại học hàng đầu thế giới. Đại học Kinh tế, Tài chính và Thương mại Quốc tế Kazakhstan là một tổ chức kinh tế ở Astana. Viện Nhân văn và Luật pháp Kazakhstan là một trường đại học luật được thành lập theo sáng kiến của Bộ Tư pháp năm 1994. Đại học Y Astana là trường y khoa duy nhất ở Astana cho đến khi mở Trường Y khoa tại Đại học Nazarbayev vào năm 2014. Đại học Nghệ thuật Quốc gia Kazakhstan là trường âm nhạc hàng đầu và đã cung cấp cho Astana các chuyên gia chuyên môn có trình độ cao trong lĩnh vực Nghệ thuật.
Các trường Astana tuyển sinh khoảng 103.000 học sinh trên 83 trường, bao gồm 71 trường công lập và 12 trường tư thục. Trường quốc tế Miras, được thành lập năm 1999, là trường trung học tư thục đầu tiên được thành lập tại Astana. Trường Haileybury Astana được thành lập năm 2011, là một chi nhánh của Haileybury và Imperial Service College, một trường độc lập ở Vương quốc Anh. Các trường trung học Astana Kazakhstan-Thổ Nhĩ Kỳ được điều hành bởi tổ chức KATEV quốc tế. Ở Astana, có các trường nội trú Kazakhstan-Thổ Nhĩ Kỳ dành cho nam và nữ có năng khiếu, riêng biệt và trường quốc tế Nurorda. Astana tổ chức hai trường trí tuệ Nazarbayev (NIS), bao gồm Trường vật lý và toán học và trường thế giới tú tài quốc tế. Trường quốc tế QSI của Astana là một trường quốc tế cung cấp chương trình giảng dạy của Mỹ cho sinh viên. Trường là một chi nhánh của Trường chất lượng quốc tế bắt đầu ở Trung Đông.

## Giao thông

### Phương tiện công cộng

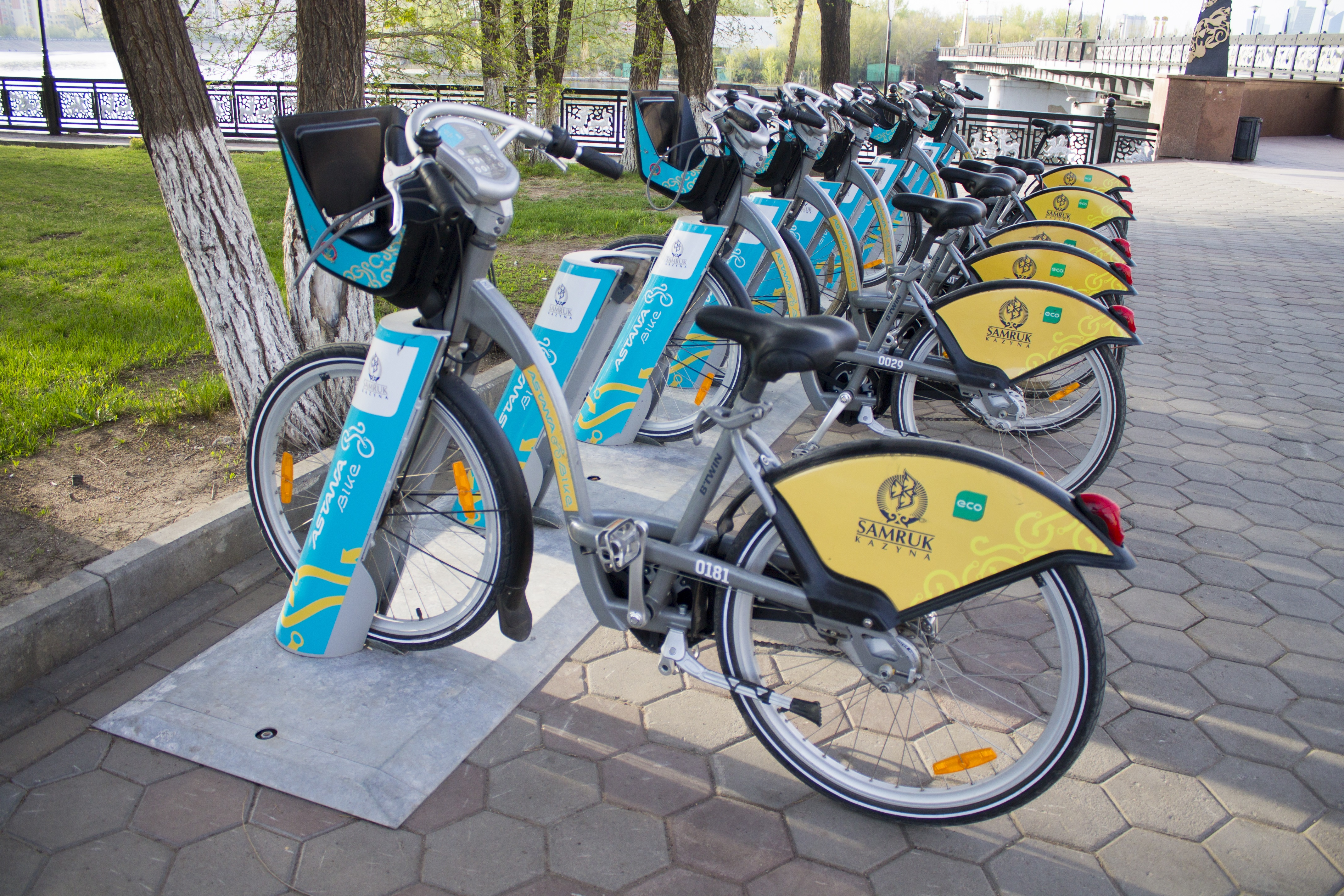
Hệ thống chia sẻ xe đạp AstanaBike

Giao thông công cộng ở Astana bao gồm xe buýt và taxi được chia sẻ. Hơn 720.000 người sử dụng giao thông công cộng hàng ngày. Có hơn 40 tuyến xe buýt được phục vụ bởi hơn 1000 phương tiện, với hơn 3000 người làm việc trong lĩnh vực giao thông công cộng. Cũng giống như xe buýt, taxi chia sẻ có các tuyến đường được xác định trước và hoạt động trên cơ sở chia sẻ. Có chín tuyến taxi chia sẻ trong tổng số. Năm 2011, Akimat của Astana đã thành lập một công ty để thực hiện một loạt các thay đổi và chương trình tại đô thị được gọi là "Hệ thống giao thông mới của Astana". Là một phần của các chương trình này, các tuyến xe buýt nhanh (BRT) dự kiến sẽ bắt đầu hoạt động tại Astana vào năm 2016. Astana Light Metro là một hệ thống đường sắt nhẹ được đề xuất. Astana cũng có dịch vụ taxi hàng không và hệ thống chia sẻ xe đạp Astana Bike hiện đại.

### Đường hàng không
Sân bay quốc tế Astana (IATA: TSE, ICAO: UACC), nằm cách trung tâm thành phố 17 km (11 dặm) về phía đông nam, là cửa ngõ chính cho giao thông hàng không dân dụng trong nước và quốc tế của thành phố. Đây là sân bay bận rộn thứ hai ở Kazakhstan, với 2.960.181 hành khách đi qua vào năm 2014. Sân bay có 13 hãng hàng không khai thác các chuyến bay chở khách thường xuyên trong nước và quốc tế. Air Astana duy trì trung tâm lớn thứ hai tại sân bay. Lưu lượng hành khách dự kiến tăng 50% vào năm 2017 đã thúc đẩy xây dựng một nhà ga mới với diện tích khoảng 40.000 mét vuông (430.000 sq ft).

### Đường sắt và đường bộ
Astana nằm ở trung tâm của đất nước, đóng vai trò là nút giao thông được định vị tốt cho mạng lưới đường sắt và ô tô.
Ga đường sắt Astana là ga đường sắt chính của thành phố và phục vụ khoảng 7.000 người mỗi ngày. Một nhà ga đường sắt mới, Nurly Zhol được xây dựng trong sự kiện Expo 2017 với sức chứa 12.000 hành khách. Tulpar Talgo là chuyến tàu tốc hành hàng ngày đến Almaty. Kế hoạch ngắn hạn bao gồm xây dựng một nhà ga đường sắt mới trong khu công nghiệp; trong vùng lân cận CHPP-3, một nhà ga mới sẽ được dựng lên cho xe chở hàng.

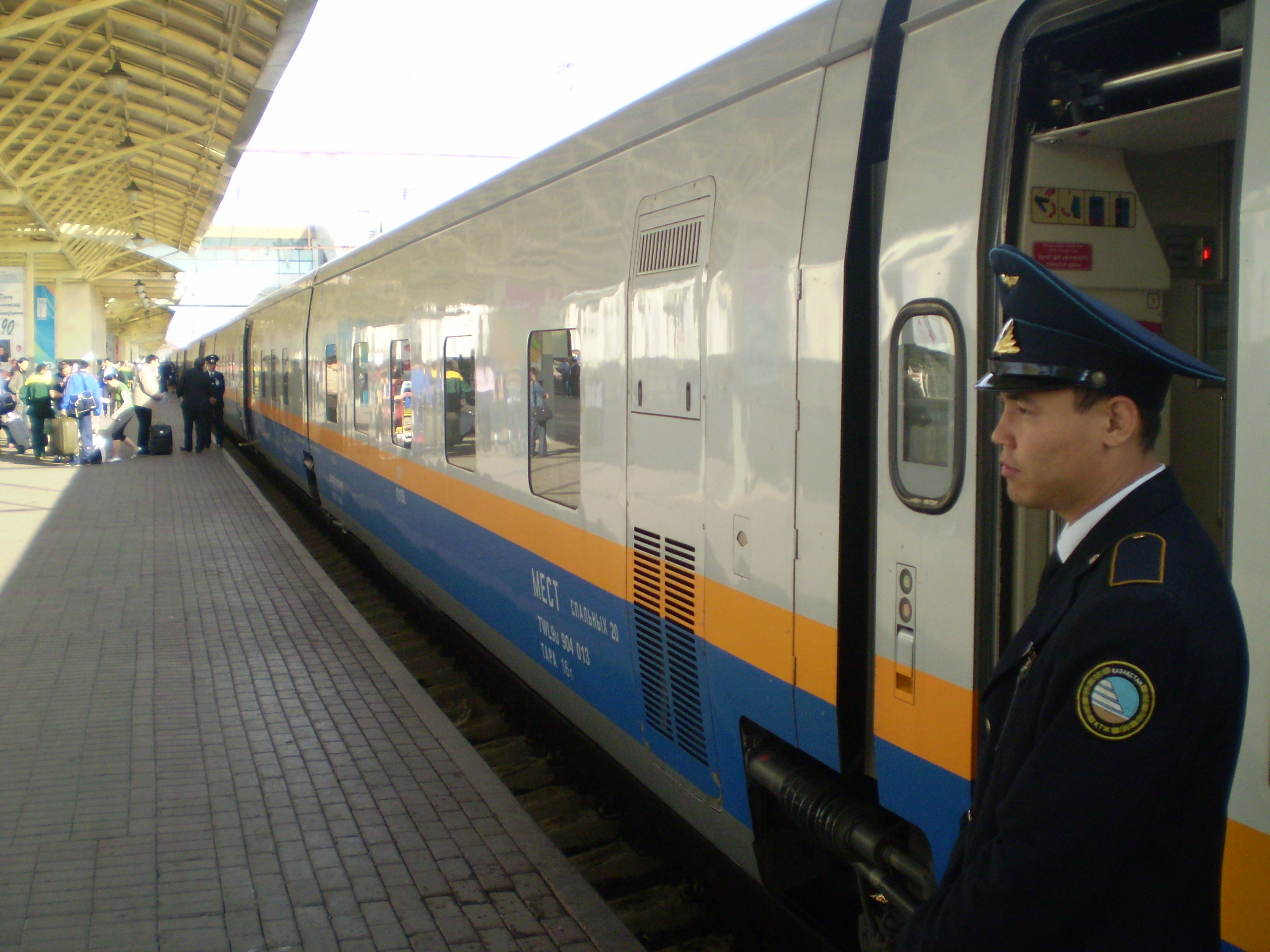
Tàu cao tốc Tulpar Talgo đến Almaty

Đường cao tốc M-36 Chelyabinsk-Almaty và A-343 Astana-Petropavlovsk được kết nối qua thành phố. Định vị địa lý chiến lược của Astana cho phép thành phố đóng vai trò là trung tâm vận chuyển và tải lại hàng hóa được hình thành tại các trạm lân cận trong khu vực.

## Expo 2017
Vào ngày 1 tháng 7 năm 2010, tại Đại hội đồng Văn phòng Quốc tế lần thứ 153 được tổ chức tại Paris, đại diện của Astana đã trình bày giá thầu của thành phố để tổ chức Hội chợ triển lãm chuyên ngành 2017. Khái niệm của người Kazakhstan cho triển lãm này liên quan đến tác động của năng lượng và xã hội đối với thế giới hiện đại. Chủ đề của hội chợ Nurstultan là "Năng lượng tương lai".
Hội chợ triển lãm 2017 đã mở cửa vào ngày 10 tháng 6, với các nguyên thủ quốc gia từ 17 quốc gia khác nhau tham dự. Vị khách thứ hai triệu đã được đăng ký vào ngày 7 tháng 8. Đây là hội chợ đầu tiên trên thế giới được tổ chức tại Trung Á và gian hàng trung tâm của nó, Nur Alem, là tòa nhà hình cầu lớn nhất thế giới.
Hơn 4 triệu người đã đến thăm Expo 2017 tại Astana, gấp hai lần so với dự kiến. Gần đây, thông báo rằng gian hàng hội chợ triển lãm sẽ được mở lại vào ngày 11 tháng 11. Nhập cảnh sẽ được miễn phí cho tất cả các du khách. Những nơi duy nhất sẽ yêu cầu thêm phí để nhập cảnh là "Nur Alem" và trung tâm nghệ thuật.

## Thành phố kết nghĩa
Astana duy trì quan hệ đối tác chính thức với 18 thành phố. Các thành phố kết nghĩa với Astana là:
- 1994  İzmir, Thổ Nhĩ Kỳ[9]
- 1996  Gdańsk, Ba Lan[10]
- 1996  St. Petersburg, Nga[11]
- 1996  Tbilisi, Georgia[12]
- 1998  Riga, Latvia[13]
- 2001  Ankara, Thổ Nhĩ Kỳ[14]
- 2002  Warsaw, Ba Lan[15]
- 2004  Bangkok, Thái Lan[16]
- 2004  Kazan, Tatarstan, Nga[17]
- 2004  Manila, Philippines[18]
- 2004  Seoul, Hàn Quốc[19]
- 2005  Amman, Jordan[20]
- 2006  Bắc Kinh, Trung Quốc[21]
- 2009  Hà Nội, Việt Nam[22]
- 2010  Ufa, Bashkortostan, Nga[23]
- 2011  Bishkek, Kyrgyzstan[24]
- 2013  Oulu, Phần Lan[25]
- 2014  Nice, Pháp[26]
- 2014  Zagreb, Croatia[27]